# Dee Hock

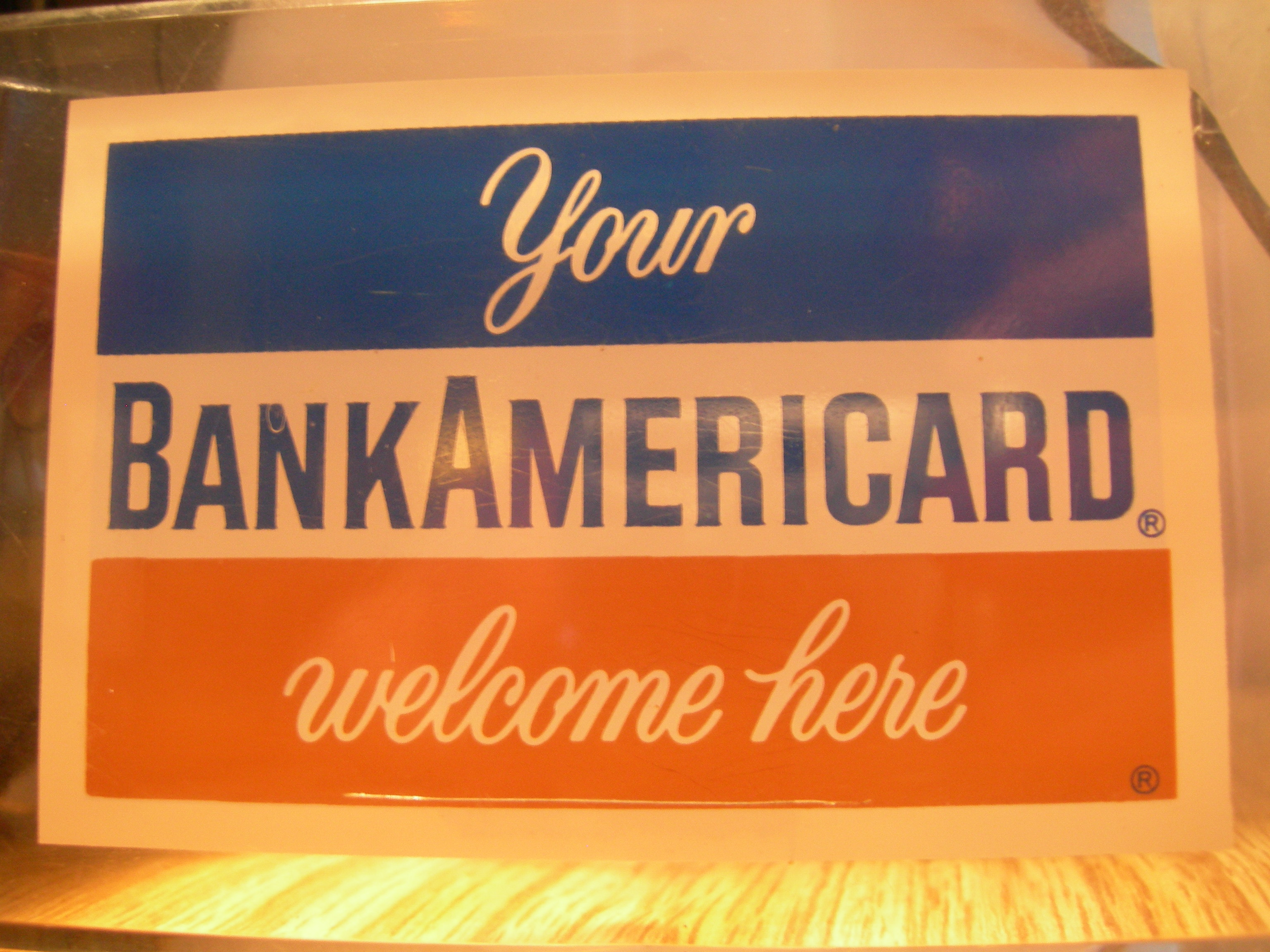
Placa de sinalização do BankAmericard.

Dee Ward Hock (North Ogden, 21 de março de 1929 – 16 de julho de 2022) foi o fundador e primeiro diretor-executivo da Visa. Em 1968, Hock trabalhou em um banco local no estado de Washington, que foi franqueado pelo Bank of America para emitir sua marca de cartão de crédito, a "BankAmericard". Após uma série de acidentes improváveis, Hock ajudou a inventar e se tornou executivo-chefe do sistema de crédito que posteriormente se tornou a Visa. Logo no início, ele convenceu o Bank of America a desistir da propriedade e do controle do programa de licenciamento de cartões de crédito "BankAmericard", formando uma nova empresa, o BankAmerica National, que era de propriedade de seus bancos membros. O nome foi mudado para Visa em 1976.
Em maio de 1984, Hock renunciou ao seu papel de gestão com a Visa, antes de se retirar e passar quase dez anos em relativo isolamento trabalhando em uma propriedade de 200 acres (0,81 km²) na costa do Pacífico, à oeste do Vale do Silício. Hock foi introduzido no Junior Achievement's U.S. Business Hall of Fame em 1991, e no hall da fama da revista Money em 1992.
Em 1991, no discurso de aceitação do Business Hall of Fame, Hock explicou:
| “ | Com o passar dos anos, eu temi muito e tentei afastar as quatro feras que inevitavelmente devoram seus donos — o Ego, a Inveja, a Avareza e a Ambição. Em 1984, eu quebrei todos os meus vínculos com os negócios para viver uma vida isolada e anônima, convencido de que eu estava fazendo uma ótima troca ao preferir o tempo ao dinheiro, a liberdade aos cargos, e a alegria ao ego — e assim as feras foram seguramente enjauladas. | ” |

Desde o início, Hock construiu a Visa como uma organização deliberadamente descentralizada. Em 13 de março de 1993, Hock fez um discurso durante um jantar no "Instituto de Santa Fé" (SFI, na sigla em inglês), onde, baseado em suas experiências como fundador e operador da Visa, descreveu sistemas que são caóticos e ordenados ao mesmo tempo, tendo utilizado pela primeira vez o termo "caórdico" (chaord ou chaordic, em inglês), uma siglonimização que combina as palavras "caos" e "ordem".
Em fevereiro de 1994, Hock aceitou uma bolsa da "Fundação Joyce" (Joyce Foundation, em inglês) para suas despesas de viagem para estudar as possibilidades de implementação de organizações caórdicas por um ano e relatar os resultados.
Ainda em 1994, Hock formou a "Aliança para a Liberdade da Comunidade" (Alliance for Community Liberty, em inglês), uma organização sem fins lucrativos criada para desenvolver, divulgar e implementar esses novos conceitos de organização. A Aliança foi renomeada para "A Aliança Caórdica" ("The Chaordic Alliance", em inglês) em 1996.
Na primavera de 2001, a "Chaordic Commons" - uma organização sem fins lucrativos 501(c)(3) - foi formada para substituir a "Aliança Caórdica".

## Chaordic Commons
A "Chaordic Commons" forneceu uma maneira de transformar o trabalho em uma comunidade mais ampla de esforço e para tirar Hock do centro das atenções, de volta para sua aposentadoria. O seu objetivo era desenvolver, divulgar e implementar novos conceitos de organização que possam resultar na partilha mais equitativa do poder e da riqueza, a melhoria da saúde e maior compatibilidade com o espírito humano e a biosfera. A organização encerrou suas operações em 2005.

## Impacto no desenvolvimento organizacional
Além de sua carreira no setor financeiro, Hock tem sido ativo no desenvolvimento de novos modelos de organização social e de negócios. Ele tem demonstrado particular interesse em formas de organização que não são nem rigidamente controladas, nem anárquicas, uma forma híbrida que ele chama de "caórdica".
Hock foi o autor de um livro sobre o assunto, Nascimento da Era Caórdica (Birth of the Chaordic Age, no título em inglês), publicado em 1999, com uma edição chamada One from Many: VISA and the Rise of Chaordic Organization, de 2005, que inclui dois novos capítulos.

## Vida pessoal
Hock casou-se aos 20 anos com Ferol Delors Cragun, quem conhecera no ensino médio. Ela morreu em 2018. Hock morreu em 16 de julho de 2022, aos 93 anos. À época de sua morte, deixou dois filhos, sete netos e sete bisnetos.